# Juliet
Juliet är en inre måne till Uranus. Den upptäcktes via bilder tagna av Voyager 2 den 3 januari 1986 och fick då den tillfälliga beteckningen S/1986 U 2. Månen är uppkallad efter hjältinnan i William Shakespeares pjäs Romeo och Julia. Den är också betecknad Uranus XI.
Månen ligger vid övre änden av en grupp månar som kallas Portiagruppen, vilken inkluderar Bianca, Cressida, Desdemona, Portia, Rosalind, Cupid, Belinda och Perdita. Dessa månar har liknande banor och fotometriska egenskaper. Få saker är kända om Portia utöver dess radie på cirka 53 km, bana och geometriska albedo på cirka 0,08.
På Voyager 2:s bilder ser Juliet ut som ett långsträckt föremål, och bilderna antyder att Juliets storaxel pekar mot Uranus. Förhållandet mellan axlarna i Juliets utbredda sfäroid är 0,5 ± 0,3, vilket är ett ganska extremt värde. Dess yta är gråfärgad.
Juliet kan kollidera med Desdemona inom de närmaste 100 miljoner åren.